# Parafia Matki Bożej Łaskawej w Złotokłosie
Parafia pw. Matki Bożej Łaskawej w Złotokłosie – parafia rzymskokatolicka należąca do dekanatu tarczyńskiego, archidiecezji warszawskiej, metropolii warszawskiej Kościoła katolickiego.